# Йозеф Вайс
Йозеф «Зепп» Вайс (нім. Josef "Sepp" Weiß, нар. 13 березня 1952) — німецький футболіст, що грав на позиції півзахисника, зокрема за клуб «Баварія».

## Ігрова кар'єра
У дорослому футболі дебютував 1971 року виступами за другу команду «Баварії», в якій провів три сезони, після чого протягом 1974–1978 років перебував у заявці головної команди «Баварії», в якій, утім, здебільшого лишався гравцем резерву. Як гравець мюнхенського клубу здобував Кубок чемпіонів УЄФА та Міжконтинентальний кубок.
Залашивши «Баварію» у 1978 році, грав за «Вюрцбург», а завершував ігрову кар'єру в «Байройті», за який виступав протягом 1980—1981 років.

## Титули і досягнення
- Володар Кубка чемпіонів УЄФА (1):

«Баварія»: 1974-1975
- Володар Міжконтинентального кубка (1):

«Баварія»: 1976